# لن پرتربی
لن پرتربی (انگلیسی: Len Featherby؛ 28 July 1905 – ۱۹۷۲ (۶۶−۶۷ سال)) بازیکن فوتبال بود.
از باشگاه‌هایی که در آن بازی کرده‌است می‌توان به باشگاه فوتبال ولورهمپتون واندررز اشاره کرد.